# 国分グループ本社
国分グループ本社株式会社（こくぶグループほんしゃ、英: KOKUBU GROUP CORP.）は、東京都中央区に本社を置く、酒類・食品の卸売会社、専門商社。K&Kの登録商標で知られる。
創業当時は醤油の製造・卸売業者であったが、明治以後は専門商社に専念した。現在、食品総合商社としてはグループ会社と経営統合し規模を拡大した、三菱商事系の三菱食品や伊藤忠商事系の日本アクセスに次ぐ全国3位の売上高を誇る。

## 沿革
- 1712年（正徳2年） - 伊勢国射和村（現在の三重県松阪市射和町）名字帯刀が許された名主で、伊勢国国司の北畠家旧臣の家系出身であった四代目・國分勘兵衛宗山が同郷出身で日本橋で呉服屋を開いていた富山家に奉公した。現在の茨城県土浦市に醤油醸造工場を設け、「大國屋」の屋号で開業。同時に現在の東京都中央区日本橋本町に店舗を開設する。
- 1880年（明治13年） - 醤油醸造業を廃止し、広く食品販売を業とする問屋に業種転換。
- 1908年（明治41年） - 「K&K」を商標登録。
- 1915年（大正4年） - 合名會社國分商店に組織変更。
- 1947年（昭和22年） - 國分漬物株式會社が設立。
- 1950年（昭和25年） - 合名會社國分商店と國分漬物株式會社が合併し、株式會社國分商店設立。
- 1971年（昭和46年） - 国分株式会社に商号変更。
- 2008年（平成20年） - 「K&K」商標登録100周年。
- 2012年（平成24年） - 創業300周年を迎える。
  - 4月1日 - 三重国分とカワヤス国分が合併し、東海国分株式会社に商号変更[1]。
- 2013年（平成25年）
  - 6月1日 - 四国国分と福村が合併[2]。
  - 8月1日 - 東北国分とあきもと国分が合併[3]。
  - 9月1日
    - 関西国分と兵庫国分、および中井国分が合併[4]。
    - 長崎国分とNKIが合併[5]。

  - 11月22日 - 豊田通商株式会社と業務提携[6]。
  - 12月24日 - 豊田通商の子会社である中部食糧の発行済株式総数 67%を譲り受け、子会社化[6]。
- 2014年（平成26年）
  - 4月1日 - 九州国分と福岡第一国分が合併[7]。百瀬国分とサンメイカ国分が合併し、国分菓子株式会社に商号変更[8]。Amazon.co.jpと酒販免許や酒類の取引や仲介を取り持つ[9]。
  - 10月1日 - 首都圏国分と甲信国分が合併。関東国分、新潟国分および甲信国分の長野エリアが統合し、国分関信越株式会社に商号変更[10]。さらに、関西国分とヒメカンが合併[11]。
  - 11月1日 - 東北国分と国分秋田酒販が合併[12]。同日、九州国分と大分国分が合併[13]。
  - 12月5日 - 丸紅と業務提携の検討を行うことを発表[14]。
- 2015年（平成27年）
  - 3月 -中華人民共和国上海市に本社を置く食品卸の上海峰二食品有限公司を子会社化[15]。
  - 5月1日 - 子会社の九州国分および南九州国分、熊本国分リカーを統合[16]。
  - 6月1日 - 子会社のサンリック国分社、山陰国分、東中国国分、西中国国分および当社中国支社の低温事業を国分フードクリエイト西日本に統合[17]。当社中国支社を除く4社を合併し、国分西日本株式会社に商号変更[18]。
  - 8月1日 - 森永乳業株式会社の子会社であるクサヤの全株式を取得し子会社化[19]。
  - 9月1日 - 子会社の国分フードクリエイト東京および、国分 中部支社、東北国分、北陸国分、東海国分の低温事業を国分フードクリエイトに統合[20]。
  - 10月1日 - 子会社の首都圏国分と国分菓子を統合。首都圏国分を国分首都圏株式会社に商号変更。
- 2016年（平成28年）
  - 1月1日 - グループ再編を実施。本社・支社と機能子会社を、以下のヘッドクォーターカンパニー・エリアカンパニー7社・カテゴリーカンパニー2社に再編[21]。
    1. 当社を国分グループ本社株式会社へ商号変更し、グループ全体の仕入機能を持つと同時にエリアカンパニー・カテゴリカンパニーおよび他の事業会社を統制・統括・サポートするヘッドクォーターカンパニーとする。
    2. 当社北海道支社とシュレン国分を「国分北海道株式会社」
    3. 当社東北支社と東北国分を「国分東北株式会社」
    4. 当社関東支社の一部と国分関信越を「国分関信越株式会社」
    5. 当社広域支社および関東支社の一部、首都圏国分および国分菓子を「国分首都圏株式会社」
    6. 当社中部支社と東海国分、および北陸北部を「国分中部株式会社」
    7. 当社近畿支社・中国支社、関西国分、国分西日本、および四国国分を「国分西日本株式会社」
    8. 当社九州支社、九州国分、および国分フードクリエイト九州を「国分九州株式会社」
    9. カテゴリーカンパニーを「国分フードクリエイト株式会社」[注釈 1]および「国分フードクリエイト西日本株式会社」へ集約

  - 3月8日 - 中華人民共和国上海市に本社を置く低温物流業者の上海恒孚物流有限公司の株式約29％を取得し子会社化[22]。
  - 3月31日 - Texchem Restaurant Systems（マレーシア）[注釈 2]との間で低温食品物流事業を展開する現地法人（合弁会社）Kokubu Food Logistics Malaysia Sdn. Bhd. を設立することを発表[23]。
  - 6月23日 - サムスンウェルストーリー社（韓国）[注釈 3]および上海銀龍農業発展有限公司（中国）[注釈 4]との間で中国における給食・外食事業者への食材卸売業を行う共同出資会社の上海悦思意食品有限公司（英文社名：Shanghai Welstory Food Co., Ltd.） を設立することについて合弁契約を締結[24]。
  - 8月29日 - ヤシマの完全子会社化及び倉島乳業株式会社の株式20％を取得して持分適用関連会社化を発表[25]。
  - 10月7日 - 国分フードクリエイトと国分フードクリエイト西日本が合併[26]。

- 2017年（平成29年）
  - 3月31日 - 中国広東省深圳市に本社を置く輸入食品卸売業者の深圳市一番食品有限公司の株式80％を取得し子会社化[27]。
  - 5月19日 - 連結子会社の潍坊三慧物流有限公司（中国青島市）が深圳市に、関連会社の上海恒孚物流有限公司（中国上海市）が上海市にそれぞれ新しく物流センターを設立したことを発表[28]。
  - 6月1日 - 5月16日付で当社経理財務部と、国分ビジネスサポート事務センターを統合し経理財務機能会社として設立された国分ビジネスエキスパート株式会社の事業開始[29]。
  - 11月20日 - マレーシアの卸売業者 Focal Marketing Sdn.Bhd. の株式を一部取得し関連会社化[30]。
- 2018年（平成30年）
  - 1月1日 - 国分フードクリエイトが、国分関信越の新潟エリアにおける低温・フードサービス事業を統合[31]。
  - 2月22日 - 株式会社りゅうせきとの間で同社連結子会社の株式会社りゅうせき低温流通の株式を取得し沖縄県の食品流通ビジネスにおける新たな価値創造を目的に資本・業務提携を締結[32]。
  - 5月21日 - 当社が5月8日に新設した、フードサービス向け物流を担う、三温度帯汎用センターの国分川口流通センターが本格的に稼働[33]。
  - 12月14日 - Commonwealth Capital Pte Ltd（シンガポール）との間で同国における低温食品物流事業を展開する合弁会社 Commonwealth KOKUBU Logistics Pte Ltd を設立[34]。
- 2019年（平成31年/令和元年）
  - 2月1日 - 中国北京市に本社を置く食品卸売業者の北京必愛喜食品営銷有限公司の株式90％を取得し子会社化[35]。
  - 4月1日 - 国分中部とトーカンが共同株式移転の方式で経営統合し、セントラルフォレストグループ株式会社を設立[36][37]。
  - 5月9日 - 東京都豊島区に本社を置くワインインポーター[注釈 5]である有限会社ヌーヴェル・セレクションを子会社化[39]。
- 2020年（令和2年）
  - 1月1日 - グループ生産事業を再編し、国分フレッシュリンク（旧法人）をフレッシュリンク太田に、千味をフレッシュリンク豊洲にそれぞれ社名変更。さらに、両社を分割会社、新設する国分フレッシュリンクを承継会社とする会社分割を実施[40]。
  - 9月1日 - 連結子会社の国分首都圏の静岡エリアの菓子事業を国分中部へ移管[41]。
  - 11月16日 - 2021年7月1日を予定として、(1)連結子会社の国分フードクリエイトの東北、関信越、近畿・中四国エリアの低温卸売事業を各エリアカンパニー（国分東北、国分関信越、国分西日本）に事業統合すること[42][43]、(2)同社中部エリアの低温卸売事業をセントラルフォレストグループ子会社の国分中部に事業譲渡すること[44]を発表。
  - 12月21日 - 株式会社ROMSと資本・業務提携契約を締結[45]。
- 2021年（令和3年）
  - 2月1日 - 株式会社ヨシムラ・フード・ホールディングスと資本業務提携契約を締結[46][47]。
  - 2月22日 - 2021年4月1日を予定として、国分ロジスティクス株式会社と日本デリカ運輸株式会社を統合する[48][49]。

## グループ企業

### 連結子会社

#### 卸売
- 国分北海道株式会社（北海道札幌市）
- 国分東北株式会社（宮城県仙台市）
- 国分関信越株式会社（栃木県小山市）
- 国分首都圏株式会社（東京都江東区）
- 国分西日本株式会社（大阪府大阪市）
- 国分九州株式会社（福岡県福岡市）
- 国分フードクリエイト株式会社（東京都中央区）
- 株式会社ナックス[注釈 6]
- 株式会社千味（東京都中央区）
- 国分フレッシュリンク株式会社（東京都大田区）
- 中部食糧株式会社（愛知県名古屋市）
- 株式会社ベストフーズ（東京都世田谷区）
- 株式会社クサヤ（大阪府大阪市）
- ヤシマ株式会社（大阪府高槻市）
- 新潟酒販株式会社（新潟県新潟市）

#### 商品開発・製造
- デリシャス・クック株式会社（千葉県習志野市）
- 旭トラストフーズ株式会社（岡山県岡山市）
- 日本橋菓房株式会社（東京都中央区）

#### 物流
- 国分ロジスティクス株式会社（千葉県船橋市）
- 株式会社T&Dロジテム（北海道札幌市）
- 株式会社りゅうせき低温流通（沖縄県那覇市）
- 日本デリカ運輸（東京都港区）

#### その他事業会社
- 国分ビジネスサポート株式会社（東京都中央区）
- 国分ビジネスエキスパート株式会社（東京都荒川区）

#### 過去の事業会社
- 国分グローサーズチェーン株式会社（東京都江東区）- コンビニエンスストア「コミュニティ・ストア」を運営していた。2021年11月30日をもって全事業を終了[50][51]、2022年7月15日付で清算結了し解散[52]。詳細は当該記事を参照。

#### 海外
- 濰坊三慧物流有限公司（中華人民共和国山東省青島市）
- 上海国分商貿有限公司（中華人民共和国上海市）
- 上海峰二食品有限公司（中華人民共和国上海市）
- 深圳市一番食品有限公司（中華人民共和国広東省深圳市）
- 北京必愛喜食品営銷有限公司（中華人民共和国北京市）

### 関連会社

#### 日本国内
- セントラルフォレストグループ株式会社（愛知県名古屋市）
  - 株式会社トーカン（愛知県名古屋市）
  - 国分中部株式会社（愛知県名古屋市）
- 株式会社ジャパン・インフォレックス（東京都中央区）
- 株式会社キューサイ分析研究所（福岡県宗像市）
- 王将松茸株式会社（大分県臼杵市）
- 株式会社ミクリード（東京都中央区）
- 株式会社山星屋（大阪府大阪市）
- 倉島乳業株式会社（北海道岩内郡岩内町）
- エコートレーディング株式会社（兵庫県西宮市）

#### 海外
- 三通国分商貿（青島）有限公司（中華人民共和国山東省青島市）
- 上海恒孚物流有限公司（中華人民共和国上海市）
- 上海悦思意食品有限公司（中華人民共和国江蘇省蘇州市）
- ASC Fine Wines Holding Ltd.（中華人民共和国上海市）
- Huong Thuy Manufacture Service Trading Corporation（ベトナム社会主義共和国ホーチミン市）
- New Land Vietnam Japan Joint Stock Company（ベトナム社会主義共和国ビンズオン省ズィーアン市）
- KOSPA Limited.（ミャンマー連邦共和国ヤンゴン）
- Kokubu Food Logistics Malaysia Sdn. Bhd.（マレーシア セランゴール州）
- Focal Marketing Sdn.Bhd.（マレーシア クアラルンプール）
- Commonwealth KOKUBU Logistics Pte Ltd（シンガポール共和国シンガポール）